# Sat milosrđa
Sat milosrđa je katolički običaj, da se moli u 15:00 sati i časti Božje milosrđe. Temelji se na vizijama poljske redovnice sv. Faustine Kowalske (1905. – 1938., proglašena svetom 2000.)
U svom Dnevniku, poljska redovnica sv. Faustina Kowalska napisala je, da je Isus odredio 15:00 sati svaki dan, kao sat u kojem se Božje milosrđe najbolje prima i zamolio je da moli krunicu Božjeg milosrđa i časti sliku Božjeg milosrđa u taj sat. Dana, 10. listopada 1937. u svom Dnevniku (Bilježnica V, stavka 1320) sv. Faustina Kowalska je Isusu pripisala sljedeću izjavu: "Uvijek kada čuješ da otkucava tri sata, uroni u moje milosrđe, slavi ga i hvali. Zazivaj njegovu svemoć na cijeli svijet, a osobito na bijedne grješnike, jer je u tom času bilo širom otvoreno za svaku dušu." Isus prilično je jasno naznačio i način molitve uz ovaj oblik štovanja Božjega milosrđa: "U tom satu" – rekao je sv. Faustini – "obavi križni put ako ti to dopuštaju obveze; a ako ne možeš moliti križni put onda bar na kratko uđi u kapelicu i časti moje srce koje je puno milosrđa u Presvetom Sakramentu; a ako ne možeš otići ni u kapelicu, saberi se na molitvu ondje gdje jesi, pa bilo i samo na kratak trenutak." Isus je obećao, da se može u tom satu milosrđa isprosit sve za sebe i za druge jer u tom satu dolazi milost. Velečasni Różycki nabraja tri uvjeta da bi molitve upravljene u tom satu bile uslišane: molitva mora biti upućena Isusu, mora se moliti u tri sata popodne, molitva se mora pozivati na vrijednosti i zasluge Gospodinove muke.
Vrijeme od 15:00 sati odgovara satu u kojem je Isus umro na križu. Ovaj se sat naziva "satom Božjeg milosrđa" ili "satom velikog milosrđa".
U mnogim crkvama moli se krunica Božjeg milosrđa u 15:00 sati, posebno kao dio devetnice Božjem milosrđu ususret Svetkovine Božjega milosrđa, koja je na Bijelu nedjelju nakon Uskrsa.